# I grandi successi vol.1
I grandi successi vol.1 è una musicassetta incisa da Nilla Pizzi nel 1988 per la Duck Record.

## Tracce
1. Grazie dei fiori
2. Papaveri e papere
3. Ma una donna
4. Vola colomba
5. Una donna prega
6. Mandolino
7. L'edera
8. Caruso
9. Chitarra vagabonda
10. Suona chitarra
11. Un giorno all'italiana
12. L'ultima beguine